# 동숭아트센터
동숭아트센터는 김옥랑이 대학로에 세운 예술시설이었다. 현재 법인은 남아있으나 시설이 서울시에 팔려 본업이 중단된 태이다.

## 연혁
법인 연혁에 따르면, 아트센터가 세워지기 전에는 1971년에 세워진 개발 및 주택 사업체였다. 김옥랑 대표의 주도로 1989년 3월 문화예술센터인 동숭아트센터를 설치하고, 1997년 9월 법인명이 동숭아트센터로 바뀌었다.
2016년 서울시에 센터 건물이 매각되어 서울문화재단 대학로센터 건물로 바뀌었다. 이곳에는 예술청과 대학로극장 쿼드가 위치해있다. 